# Diego Longo
Diego Longo (Genova, 29 gennaio 1976) è un allenatore di calcio italiano, tecnico del Dila Gori.

## Biografia
A Genova ha frequentato l'istituto di Scienze Motorie. Ha conseguito il diploma di allenatore UEFA Pro.

## Carriera
Dopo una breve carriera da calciatore, conclusa a 21 anni in seguito a un grave infortunio, inizia ad allenare nei settori giovanili di alcune squadre liguri per poi passare in panchina di squadre dilettantistiche come la Sammargheritese e il Pontedecimo. Nel 2005 inizia il sodalizio con Răzvan Lucescu che lo assume come suo assistente al Rapid Bucarest. Affianca l'allenatore rumeno fino al 2020, anno in cui viene nominato allenatore in seconda della Dinamo Kiev agli ordini di Mircea Lucescu. Dopo una stagione lascia il club ucraino, prevalentemente per motivi familiari, e assume l'incarico di primo allenatore del Kukësi in Kategoria Superiore, la massima divisione albanese. Termina al quarto posto ma non gli viene rinnovato il contratto per la stagione successiva.
Nel marzo del 2023 viene ingaggiato dal Flamurtari Valona in seconda serie albanese, ove raggiunge i play-off ma manca la promozione in Kategoria Superiore. A luglio firma con il Teuta, ma dopo un inizio di stagione non brillante rassegna le dimissioni. A fine novembre viene assunto dal Chindia Târgoviște, club di Liga II in Romania, fino al termine della stagione.
Il 17 dicembre 2024 viene ingaggiato dal club ligure del Sestri Levante, al penultimo posto del girone B di Serie C. Viene esonerato il 2 marzo 2025, con la squadra scivolata all'ultimo posto in classifica.
In estate passa al DIla Gori, club georgiano che disputerà la Conference League.

## Statistiche

### Statistiche da allenatore
Statistiche aggiornate al 2 marzo 2025. In grassetto le competizioni vinte.
| Stagione            | Squadra            | Campionato      | Campionato | Campionato | Campionato | Campionato | Coppe nazionali | Coppe nazionali | Coppe nazionali | Coppe nazionali | Coppe nazionali | Coppe continentali | Coppe continentali | Coppe continentali | Coppe continentali | Coppe continentali | Altre coppe | Altre coppe | Altre coppe | Altre coppe | Altre coppe | Totale | Totale | Totale | Totale | % Vittorie | Piazzamento |
| Stagione            | Squadra            | Comp            | G          | V          | N          | P          | Comp            | G               | V               | N               | P               | Comp               | G                  | V                  | N                  | P                  | Comp        | G           | V           | N           | P           | G      | V      | N      | P      | %          | Piazzamento |
| ------------------- | ------------------ | --------------- | ---------- | ---------- | ---------- | ---------- | --------------- | --------------- | --------------- | --------------- | --------------- | ------------------ | ------------------ | ------------------ | ------------------ | ------------------ | ----------- | ----------- | ----------- | ----------- | ----------- | ------ | ------ | ------ | ------ | ---------- | ----------- |
| 2021-2022           | Kukësi             | KS              | 36         | 15         | 10         | 11         | KeS             | 4               | 2               | 1               | 1               | -                  | -                  | -                  | -                  | -                  | -           | -           | -           | -           | -           | 40     | 17     | 11     | 12     | 42,50      | 4º          |
| mar.-giu. 2023      | Flamurtari Valona  | KP              | 6+2        | 3          | 2+1        | 1+1        | -               | -               | -               | -               | -               | -                  | -                  | -                  | -                  | -                  | -           | -           | -           | -           | -           | 8      | 3      | 3      | 2      | 37,50      | Sub., 3º    |
| lug.-set. 2023      | Teuta              | KS              | 4          | 1          | 1          | 2          | KeS             | -               | -               | -               | -               | -                  | -                  | -                  | -                  | -                  | -           | -           | -           | -           | -           | 4      | 1      | 1      | 2      | 25,00      | Resciss.    |
| nov. 2023-2024      | Chindia Târgoviște | L2              | 6+6        | 3+3        | 2+1        | 1+2        | CR              | 1               | 0               | 0               | 1               | -                  | -                  | -                  | -                  | -                  | -           | -           | -           | -           | -           | 13     | 6      | 3      | 4      | 46,15      | Sub., 9º    |
| dic. 2024-mar. 2025 | Sestri Levante     | C               | 10         | 1          | 4          | 5          | CI-C            | -               | -               | -               | -               | -                  | -                  | -                  | -                  | -                  | -           | -           | -           | -           | -           | 10     | 1      | 4      | 5      | 10,00      | Sub., Eson. |
| Totale carriera     | Totale carriera    | Totale carriera | 70         | 26         | 21         | 23         |                 | 5               | 2               | 1               | 2               |                    | -                  | -                  | -                  | -                  |             | -           | -           | -           | -           | 75     | 28     | 22     | 25     | 37,33      |             |